# Kačerginė
Kačerginė is een plaats in het Litouwse district Kaunas. De plaats telt 715 inwoners (2001).